# 第一次楊廷和內閣
第一次楊廷和內閣成立於正德七年十二月二十七日（1513年2月2日），結束於正德十年三月十五日（1515年3月29日）。是明武宗統治下的第三個內閣，由時任少師、太子太師兼華蓋殿大學士楊廷和組閣。
正德九年正月十六日（1514年2月10日），乾清宮發生火災，內閣請武宗避開大殿，并下罪己詔，請求直言。隨後與同僚上疏，勸武宗早上朝晚罷朝，躬身自親地參加九廟祭祀，并尊崇兩宮皇后，勤學經史講習，武宗奏准。隨後，楊廷和又面奏請廣開言路、瞭解民情、遣返邊兵、革除宮中集市、罷除皇店、趕走西僧、減省土木工程與織造等，一共十多條，武宗卻未予省察。。
正德十年三月十五日，楊廷和因父親逝世出閣守喪；同日由次輔梁儲繼任內閣首輔。

## 內閣成員
| 職位         | 姓名   | 備注                                   |
| ------------ | ------ | -------------------------------------- |
| 首輔         | 楊廷和 | 李東陽內閣續任                         |
| 次輔         | 梁儲   | 李東陽內閣續任                         |
| 武英殿大學士 | 費宏   | 李東陽內閣續任，正德九年（1514年）辭職 |
| 文淵閣大學士 | 靳貴   | 正德九年入閣                           |